# Collo
Collo (en arabe: القل, en berbère: ⴽⵓⵍⵍⵓ), connue sous le nom de Chullu dans l'Antiquité est une ville portuaire, chef-lieu de commune de la wilaya de Skikda située dans la région du massif de Collo en nord constantinois (en kabylie orientale) , dans le Nord-Est de l'Algérie, à environ 500 km à l'est d'Alger.
Ancien comptoir phénicien, puis port numide et romain, Collo devient sous les Hammadites, le port de Constantine. Elle est aujourd'hui une petite cité balnéaire d'environ 30 000 habitants en 2008.

## Géographie

### Situation

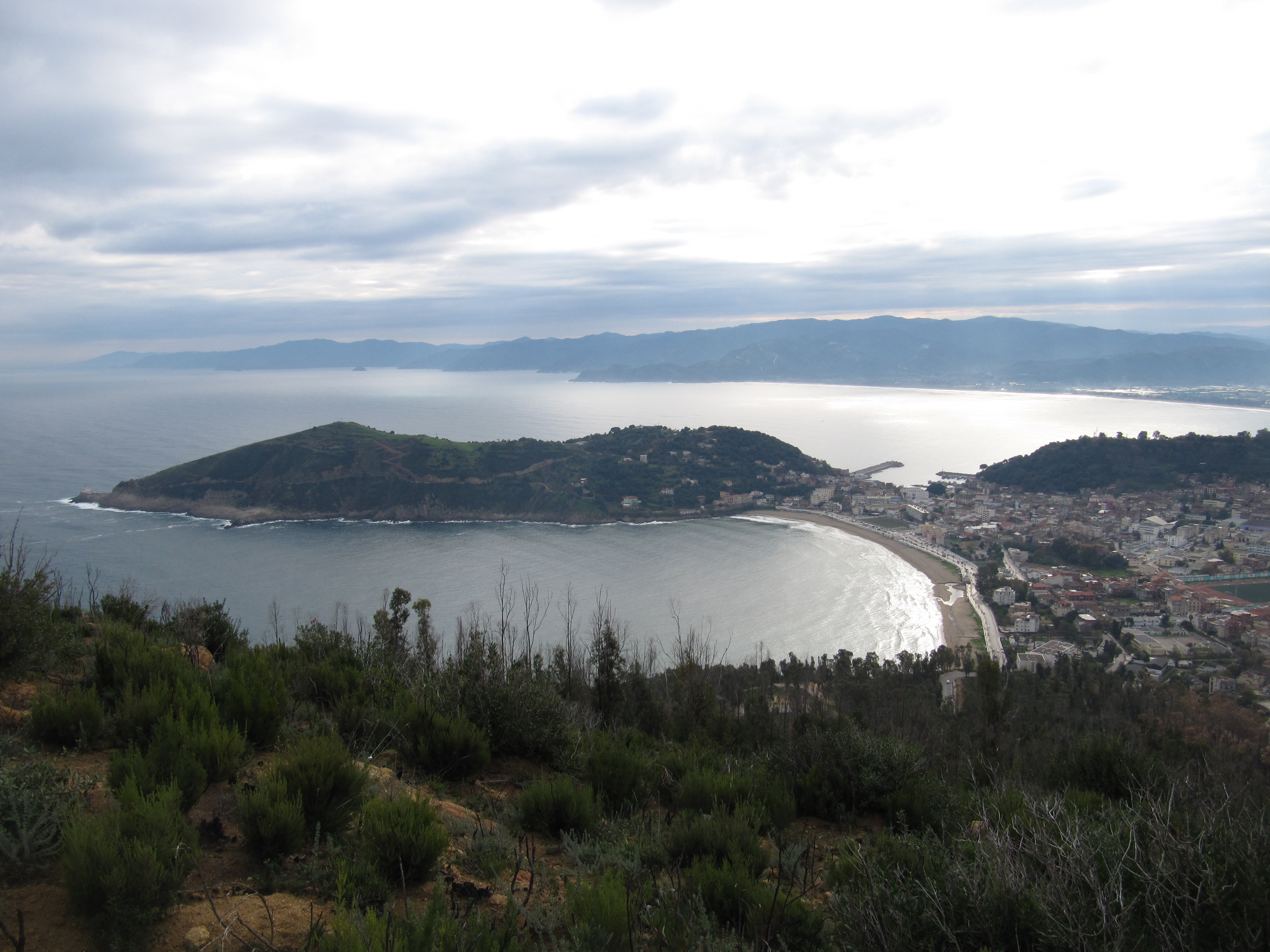
Presqu'île d'El-Djarda.

Collo est située au nord-est de l'Algérie à 70 km à l'ouest de Skikda, à 100 km au nord de Constantine et à 500 km à l'est d'Alger. Elle s'est développée au fond de la baie éponyme, abritée à l'ouest par un promontoire semi-circulaire dont les sommets boisés dépassent 1 000 m d'altitude.
La ville est bâtie dans une vallée, à 20 m d'altitude, qui s'ouvre par une plage de sable fin sur une rade étroite limitée à l'est par la presqu'île d'El-Djarda et à l'ouest par le massif de Collo. Son port se niche au pied du versant est de la presqu'île et est protégé des vents par une jetée de 130 m.
Le cap Bougaroun est le point septentrional le plus avancé de toute la côte algérienne et se trouve à une vingtaine de kilomètres à l'ouest.
|         | Mer Méditerranée |                  |
| Cheraia | Collo            | Mer Méditerranée |
|         | Kerkera          |                  |

### Climat
Le climat, de type méditerranéen, y est, doux en hiver et plus chaud en été. De son climat marin, l'humidité y est très forte. Ainsi, les précipitations sont abondantes en hiver. L'ensoleillement est de plus de 3000 heures par an et la température moyenne est de 17,9 °C et la moyenne des précipitations annuelles avoisine les 1 000 mm.
| Mois                              | jan. | fév. | mars | avril | mai  | juin | jui. | août | sep. | oct. | nov. | déc. | année |
| --------------------------------- | ---- | ---- | ---- | ----- | ---- | ---- | ---- | ---- | ---- | ---- | ---- | ---- | ----- |
| Température minimale moyenne (°C) | 7,9  | 7,9  | 9,4  | 11,4  | 14,6 | 18   | 21   | 22   | 20   | 15,8 | 12   | 9,5  |       |
| Température moyenne (°C)          | 11,1 | 11,4 | 13,4 | 15,7  | 18,6 | 22   | 25   | 26   | 24   | 19,6 | 15,6 | 12,6 | 17,9  |
| Température maximale moyenne (°C) | 14,3 | 15   | 17,4 | 20    | 22,7 | 26   | 29,4 | 30   | 27,9 | 23,5 | 19   | 15,7 |       |
| Précipitations (mm)               | 169  | 118  | 81   | 59    | 44   | 16   | 3    | 7    | 47   | 91   | 125  | 163  | 923   |

| Diagramme climatique                                  |          |           |          |            |        |         |       |          |            |         |            |
| J                                                     | F        | M         | A        | M          | J      | J       | A     | S        | O          | N       | D          |
| 14,37,9169                                            | 157,9118 | 17,49,481 | 2011,459 | 22,714,644 | 261816 | 29,4213 | 30227 | 27,92047 | 23,515,891 | 1912125 | 15,79,5163 |
| Moyennes : • Temp. maxi et mini °C • Précipitation mm |          |           |          |            |        |         |       |          |            |         |            |

### Végétation

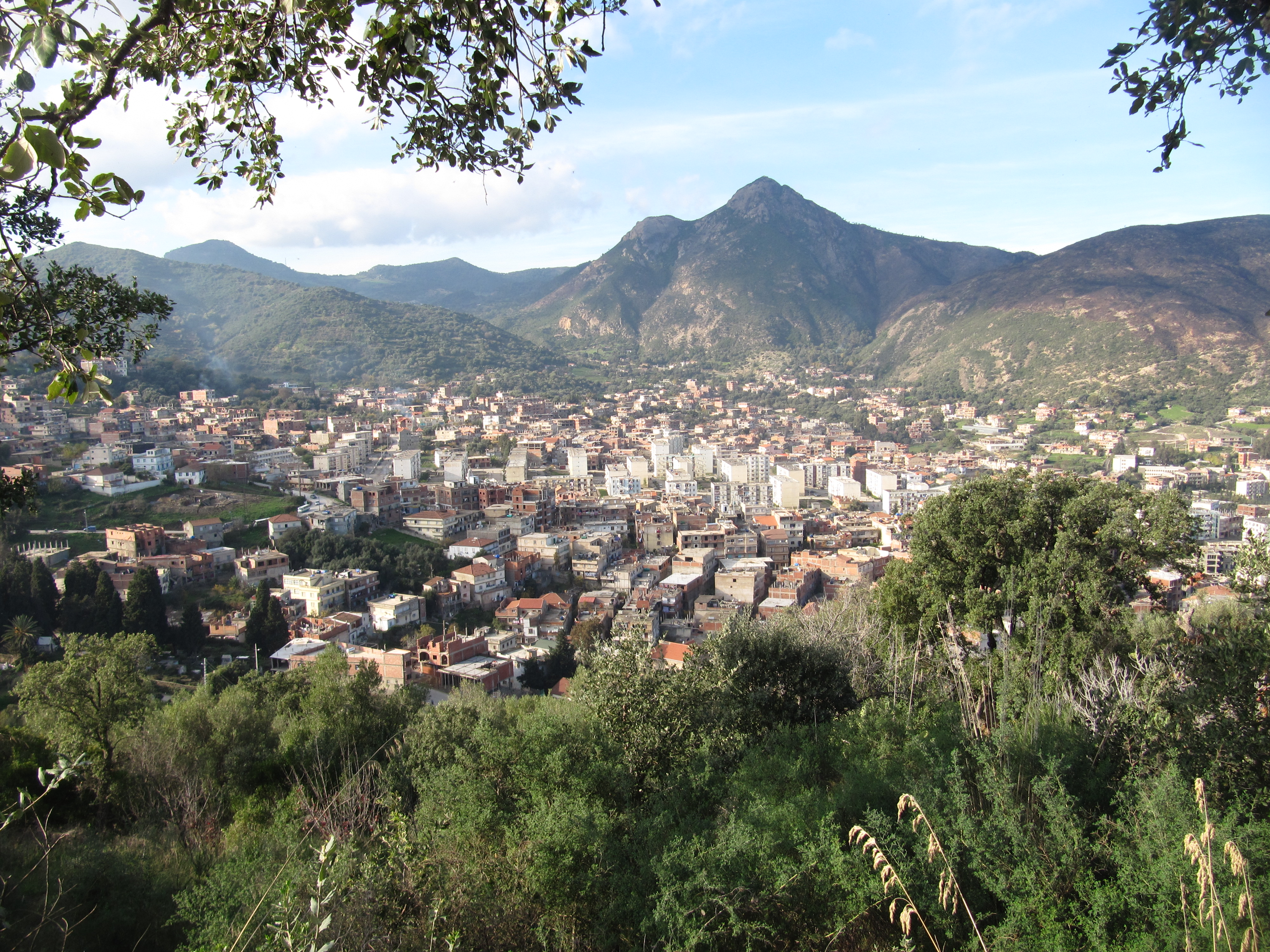
La ville est entourée par le massif de Collo.

La végétation naturelle des plaines colliotes, largement disparue au profit des cultures (agrumes, oliviers, vigne) est le maquis méditerranéen qui se développe également sur les premières pentes du Tell. En haute montagne, poussent le pin d'Alep, le chêne liège et le cèdre ; le massif forestier de Collo étant très boisé et très arrosé.

### Localités de la commune
À sa création, en 1984, la commune de Collo est constituée des localités suivantes :
- Collo
- Aïn Zida
- Bouzouiten
- Bousselhane
- Ouled Mazouz
- Beni Said
- Dar Ameur
- village socialiste agricole
- Ramoul

## Toponymie
Le nom arabe de Collo, El Qoll est la forme arabisée de l'antique Chullu, prononcée Kullu, d'où le nom français est tiré (Collo). En arabe, ce nom peut être rapproché de qulla : sommet, cime, point le plus élevé d'une montagne, par extension « cruche ». Il est probable que c'est également le sens de Chullu, l'arabe et le phénicien étant deux langues apparentées.

## Histoire

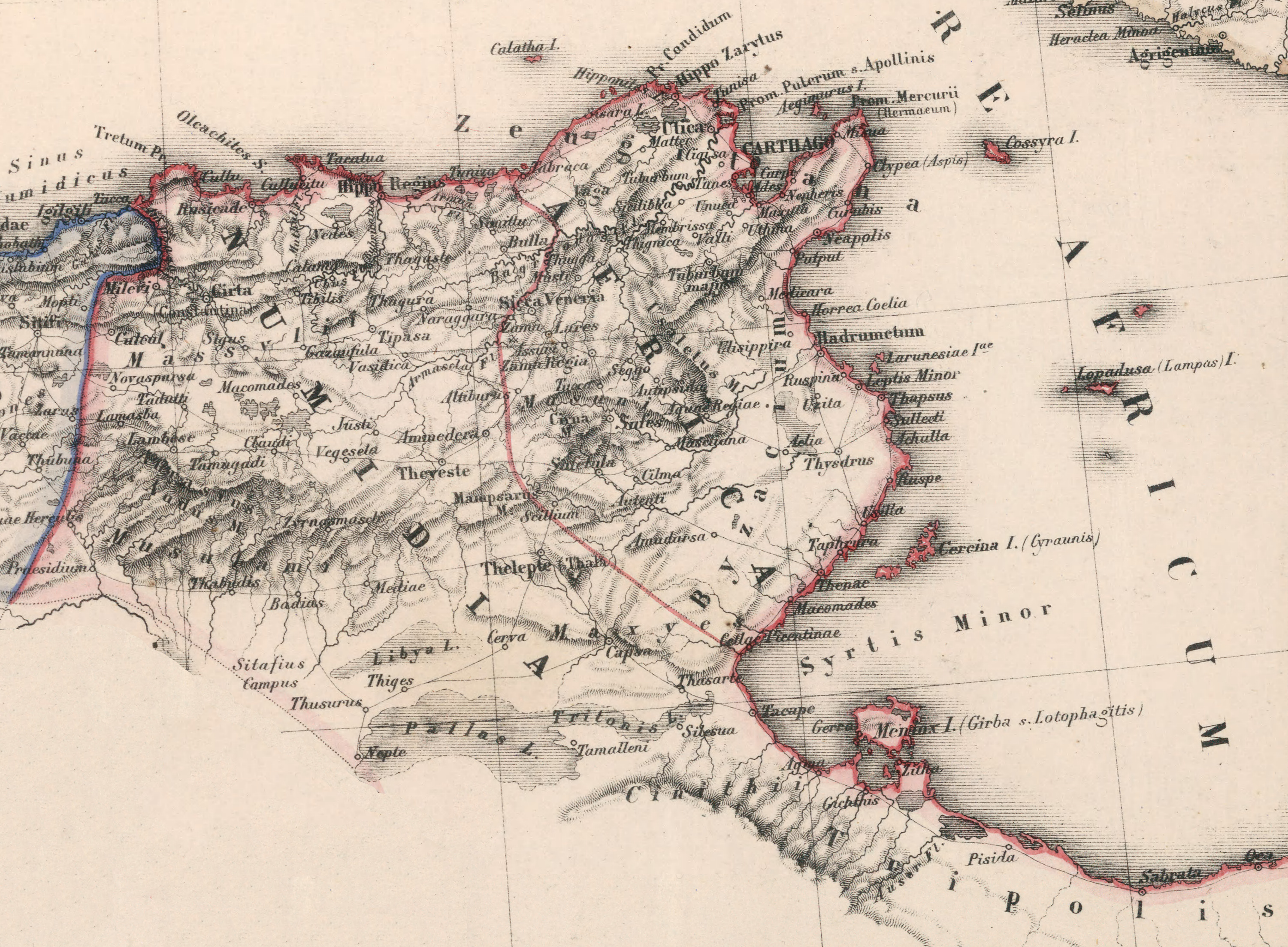
Carte de la province romaine de Numidie.

### Période antique
La région a été habitée dès la période préhistorique. Collo était un comptoir phénicien appelé Chullu. L'existence de la ville est attestée dès le ve siècle av. J.-C.. Elle devient ensuite un port numide par lequel le roi Bocchus aurait livré son gendre, Jugurtha, aux Romains en 106 avant l'ère chrétienne. Selon Pline l'Ancien, c'était la seconde cité numide après Cirta.
Après l'annexion de la Numidie, la ville devient une colonie romaine sous Trajan, prince[Quoi ?] qui créa la confédération cirtéenne. Elle appartient à cette organisation administrative appelée Respublica IV coloniarum, sorte de confédération de quatre villes de Numidie : Cirta à la tête de la confédération, Chullu, Mileu et Rusicade. La confédération est dissoute dans la seconde moitié du IIIe siècle.
Collo est la Chulli Municipium d'Antonin, elle est réputée pour sa teinturerie, ses étoffes pourpres, ses cuirs et ses bois de construction. Elle devient ensuite le siège d'un évêché. Puis, après le traité de 442, elle passe sous l'autorité des Vandales. La cité aurait été rasée à cette époque par les Vandales pour certains, par un tremblement de terre pour d'autres.

### Période islamique

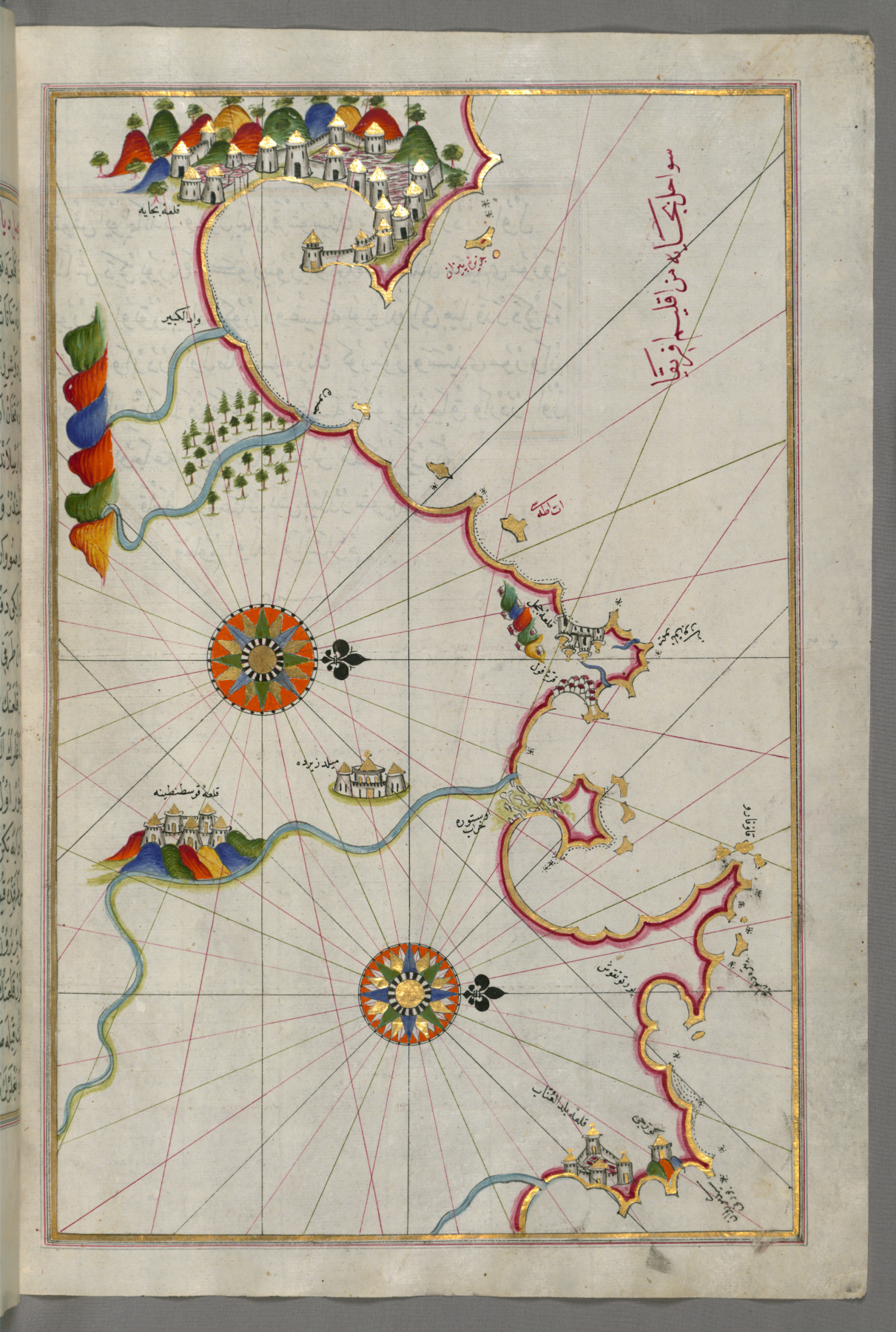
Carte par Piri Reis sur laquelle on voit Collo au centre littoral constantinois, à proximité de Jijel.

En arrivant dans la région, les Arabes ont trouvé une ville en ruines, mais celle-ci a été reconstruite par les tribus berbères de la région. Marsa el Kol des Arabes, habitée par les Kutamas, servit de port à Constantine sous les Hammadides au XIe siècle et le restera jusqu'à l'occupation française en 1843. Aux XIIIe et XIVe siècles, Génois et Pisans y font commerce des cuirs, des céréales et de la cire.
À la fin du XIIIe siècle, le roi Pierre III d'Aragon débarque à Collo, dans l'intention de soutenir le gouverneur de Constantine, Ibn El Wazir, soulevé contre Tunis en 1282. Mais, arrivé en retard, Constantine a été déjà prise par l'émir de Bougie et son allié a été décapité. Cette expédition n'avait été qu'un prétexte, le but réel était de s'emparer de la Sicile qui vient de rejeter la domination angevine.
Au XVIe siècle, Kheireddine Barberousse s'y installe pour défendre la ville face à la menace espagnole. Durant la période ottomane, Collo est rattachée au beylik de l'Est. Elle devient une des concessions, renouvelées, non sans discussions. Les commerçants français, avaient le droit de s'établir et de construire des magasins. Ce commerce est confié à la Compagnie royale d'Afrique. En 1820, les habitants chassent les Turcs et ferment le comptoir français.
L'Espagnol Marmol, écrivait à cette époque : « Le peuple (d'El Qoll) est courtois et civil ; on va y acheter de la cire, des cuirs et d'autres marchandises [...] Les habitants se maintenaient autrefois en liberté et étaient assez puissants pour se défendre des rois de Tunis et des seigneurs de Constantine. II n 'y avait pas de ville plus riche ni plus assurée que celle-ci, car elle faisait 10 000 hommes de combat ».
Sur le plan ethnographique, à la fin de la période ottomane, la région de Collo était composée de tribus d'origine berbère indépendantes mais solidaires, elles refusent toute soumission et entrent en guerre contre les Turcs à Oued Zehour en 1804 au cours de laquelle le bey Osman est mort. Collo, fait partie des petites villes littorales de l'Algérie précoloniale à l'instar de Ténès et de Dellys.

### Période coloniale

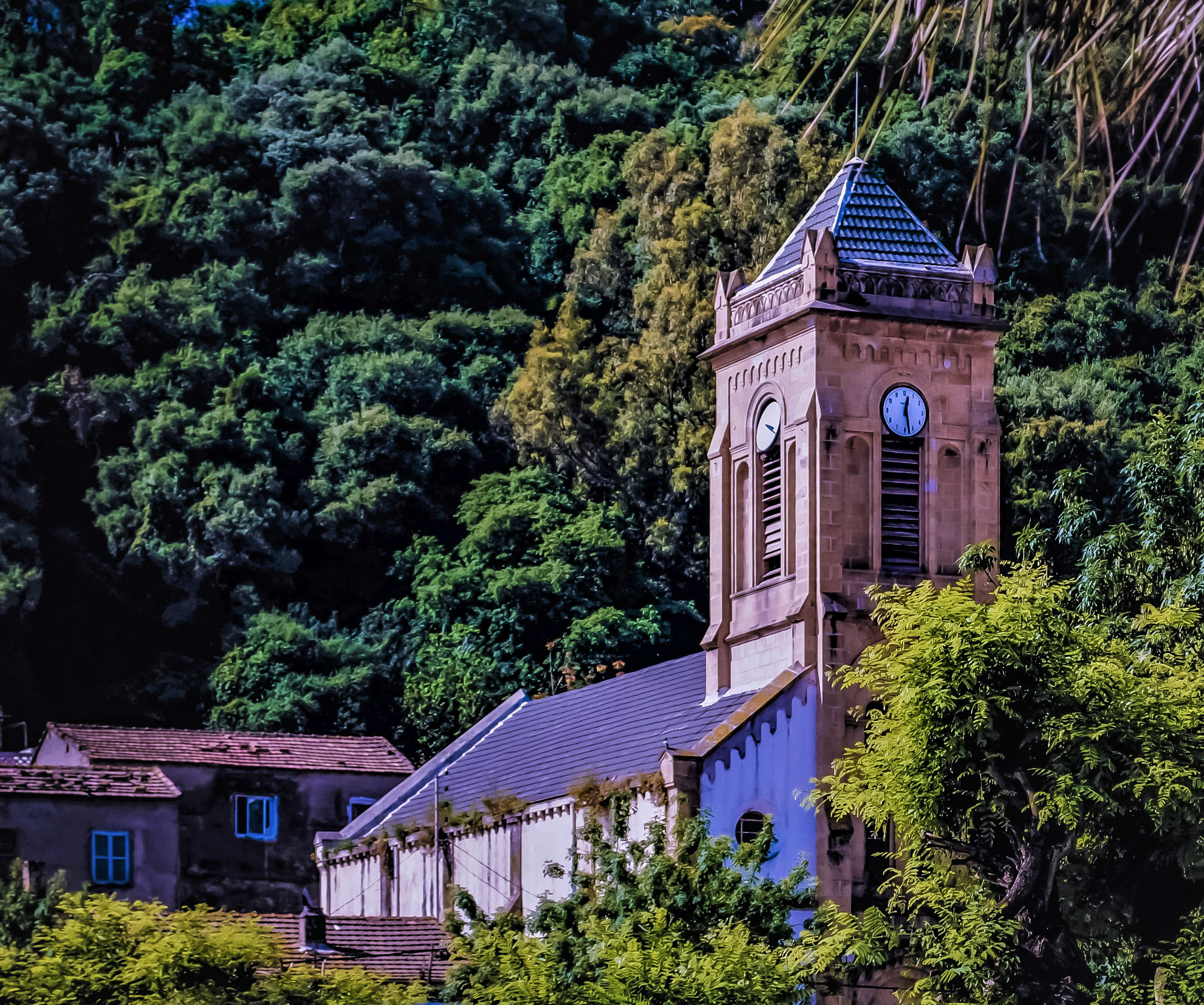
Église de l'époque coloniale à Collo.

Collo va repousser pendant plusieurs années les assauts de l'armée française. Elle est occupée par les Français après une forte résistance autour des cheikhs Zeghoud, Messaoud Benmansour et Mohamed Benabdellah, sa population, réduite à 500 habitants, vit dans la misère. À l'instigation de Bou Bagheriche, surnommé le « sultan de la montagne », elle se soulève en 1846. L'année suivante, Cherif Mohamed Benabdellah s'insurge, mais la révolte est réprimée par le général Herbillon. En 1848, les Achache attaquent une colonne française et s'emparent de la ville, contraignant les Français à rejoindre Philippeville par la mer.
Une grande expédition contre les tribus de la région est menée en 1852 par le commandant de la province de Constantine. De nouvelles révoltes éclatent en 1856 et 1858, durement réprimées, en 1870, l'insurrection du Cheikh El Mokrani replonge la cité dans la rébellion.
Durant la guerre d'Algérie, la région de Collo fut un bastion de la Willaya II. Lors du soulèvement du 20 août 1955, le massif de Collo entre véritablement en guerre. La gendarmerie de Collo fut attaquée et son commandant tué. À la veille de l'indépendance, Collo comptait 6941 habitants.

## Administration

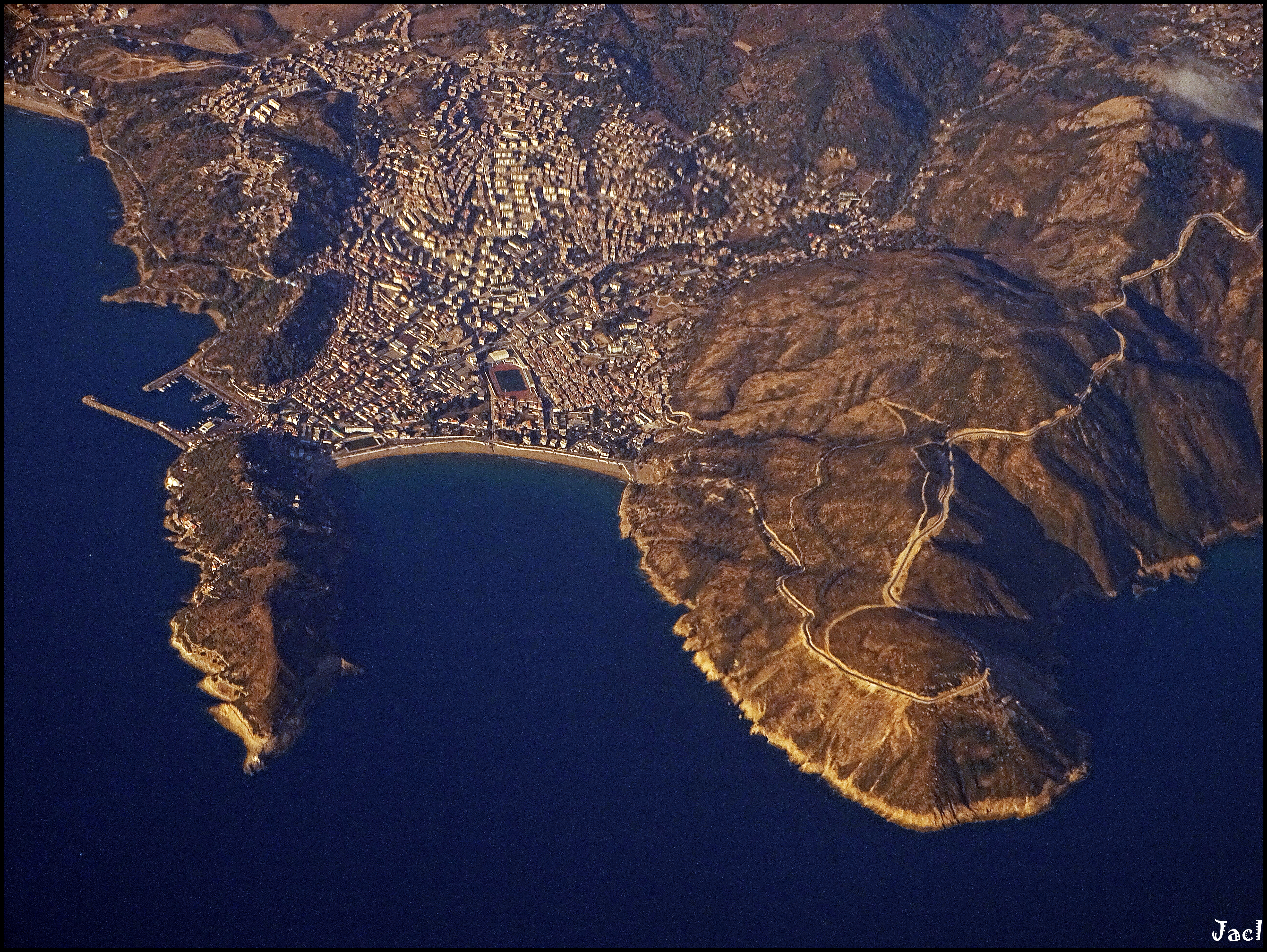
Vue aérienne de Collo.

Collo est le siège d'une commune dans la wilaya de Skikda qui englobe également les agglomérations secondaires d'Ouled Maazouz, Beni Saïd et Ramoul Abdelaziz. Elle est également chef-lieu de daïra.
Durant la période coloniale, la ville était une annexe de Philippeville (Skikda) avant de devenir, commune de plein exercice en 1870 dans le département de Constantine, puis chef-lieu de la commune mixte du même nom en 1874.

## Démographie
Selon le recensement général de la population et de l'habitat de 2008, la population de la commune de Collo est évaluée à 35 682 habitants contre 31 480 habitants en 1998, dont 29 354 habitants dans l'agglomération chef-lieu.
Elle est la cinquième commune la plus peuplée de la wilaya de Skikda, et la quatrième unité urbaine.
| 1977   | 1998   | 2008   |
| ------ | ------ | ------ |
| 12 408 | 27 774 | 29 354 |

## Économie

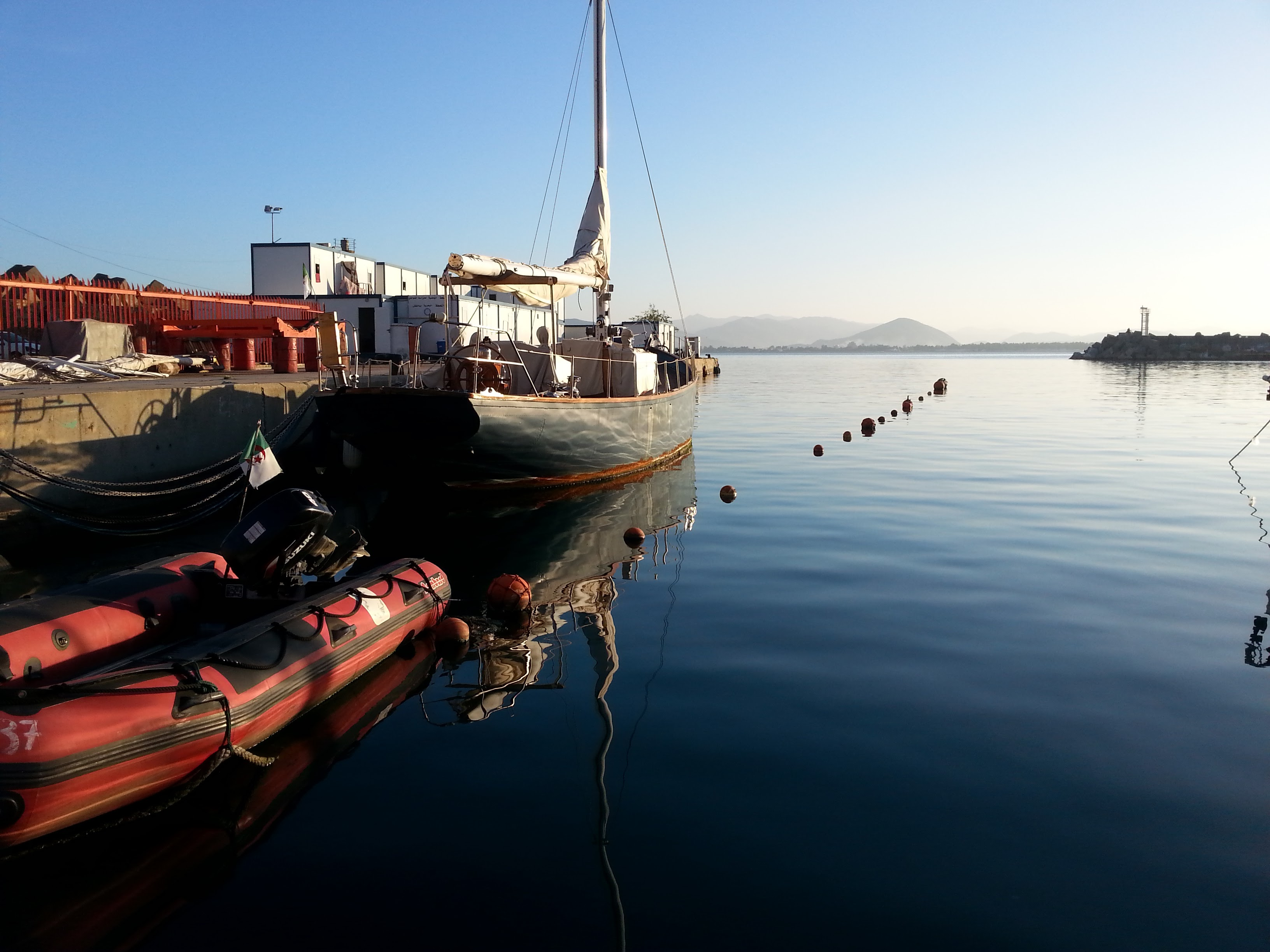
Port de Collo.

La région de Collo tire ses revenus de la pêche et de la commercialisation et du traitement du poisson, du tourisme balnéaire et de la production de liège. Le port est utilisé pour la pêche (sardines et anchois) et l'export du liège et des cabochons de bruyère.
Collo est une ville touristique en période estivale notamment grâce à ses plages recouvertes de sable fin et proches des montagnes. La ville dispose des sentiers de promenade sur la presqu'île d'El Djerda.
La ville a aménagé récemment le port pour y accueillir les touristes. Aussi, un réel effort a été fourni dans les infrastructures, précisément dans la construction des routes pour faciliter l'accès à la ville.

## Patrimoine
En 2004, trois dolmens qui remonteraient selon les estimations à 3000 ans avant J.C., ont été découverts dans la forêt d'Affelkoune. Il subsiste quelques vestiges phéniciens, notamment des tombeaux, découverts en 1927, au lieu-dit Redjal El Koudiat.
Collo dispose des vestiges romaines importantes et d'autres objets en relation avec des cultes berbère et numide : des têtes, des caisses en marbre, des médailles, de la mosaïque et des pièces de monnaie.
Le mausolée de Sidi Achour domine la ville à 540 mètres d'altitude. Sa construction date du XVIIIe siècle, le tombeau serait celui d'un imam venu de Tlemcen qu'on l'appelait Achour Ben Mohamed Tlemçani, il est toutefois aujourd'hui en ruine après son abandon dans les années 1990.
La mosquée de Sidi Ali El Kébir a été édifiée 1756, on attribue sa construction à Ahmed Bey el Kolli, elle est classée monument historique depuis 1994. L'église Saint-André a été également inscrite sur l'inventaire supplémentaire des sites et monuments classés au patrimoine algérien.

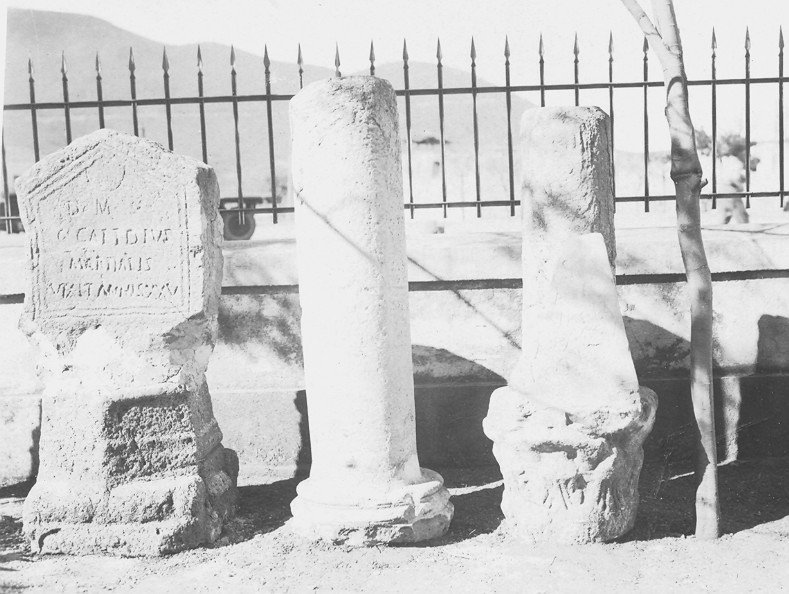
Vestiges romains.
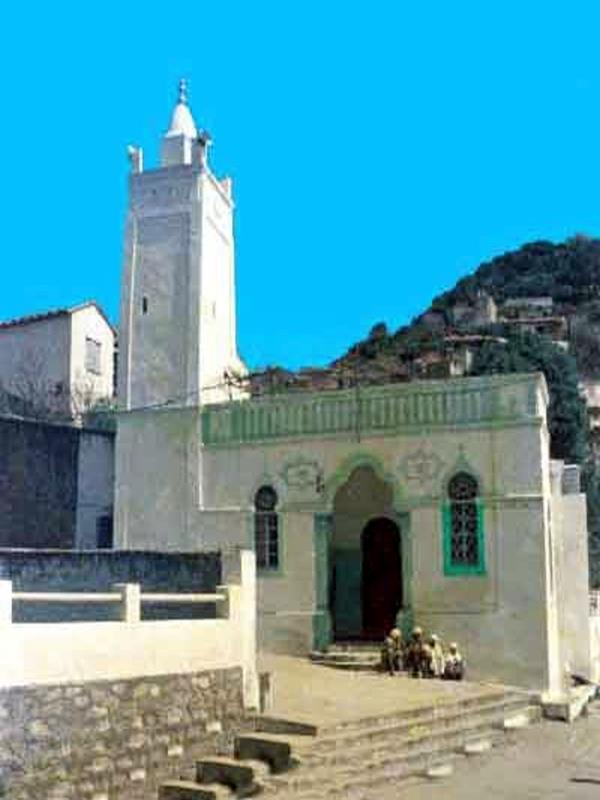
Mosquée de Sidi Ali El Kébir.
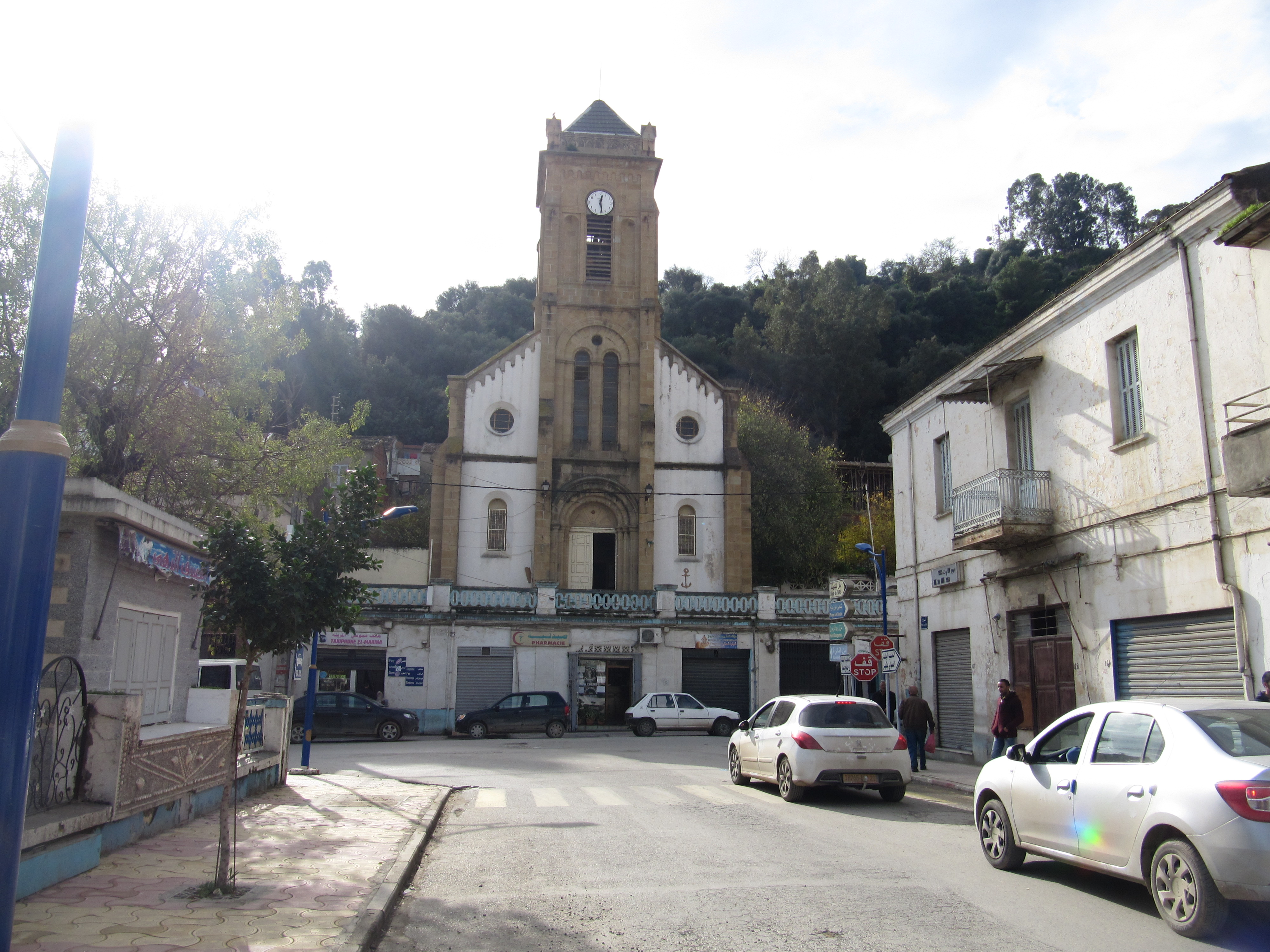
Église Saint André.

## Cuisine
Sur le plan gastronomique, il existe divers plats spécifiques à la ville de Collo. Souvent à base de crustacés et de poissons avec des saveurs épicées, la sardine est le poisson le plus utilisé dans cette cuisine. On y trouve également des variétés de pâtes traditionnelles
Les gâteaux traditionnels sont nombreux et variés, en effet les colliottes ont vécu avec la communauté turque pendant près de trois siècles.

## Personnalités liées à la commune
- Roger Limouse (1894-1989), artiste peintre, y est né ;
- Abdelkader Bennikous (1923-1992), homme politique algérien, y est né ;
- Mouloud Belaouane, indépendantiste et homme politique algérien, y est né en 1928 ;
- Lamine Khene (1931), militant nationaliste et homme politique, y est né ;
- Abderrezak Bouhara (1934-2013), militant nationaliste et homme politique, y est né ;
- Nabile Farès (1942-2016), écrivain et poète, y est né.
- Yacine Babouche, footballeur, y est né en 1978.